# Aleksandr Panzjinski
Aleksandr Eduardovitsj Panzjinski (Russisch: Александр Эдуардович Панжинский) (Chabarovsk, 16 maart 1989) is een Russische langlaufer, die is gespecialiseerd in de sprint. Hij vertegenwoordigde zijn vaderland op de Olympische Winterspelen 2010 in Vancouver. Hij nam onder olympische vlag deel aan de Olympische Winterspelen 2018 in Pyeongchang.

## Carrière
Panzjinski debuteerde in maart 2009 in Trondheim met een zeventiende plaats in de wereldbeker, in november 2009 behaalde hij in Kuusamo zijn eerste toptienklassering. Tijdens de Olympische Winterspelen van 2010 in Vancouver veroverde de Rus de zilveren medaille op de sprint, achter landgenoot Nikita Krjoekov.
Op de wereldkampioenschappen langlaufen 2011 in Oslo sleepte Panzjinski samen met Nikita Krjoekov de bronzen medaille in de wacht op de teamsprint. In Val di Fiemme nam de Rus deel aan de wereldkampioenschappen langlaufen 2013. Op dit toernooi eindigde hij als 26e op de sprint.
Op de wereldkampioenschappen langlaufen 2015 in Falun eindigde hij als 34e op de sprint. Tijdens de Olympische Winterspelen van 2018 in Pyeongchang eindigde Panzjinski als elfde op de sprint.

## Resultaten

### Olympische Spelen
| Jaar | Plaats      | Resultaten                   |
| ---- | ----------- | ---------------------------- |
| 2010 | Vancouver   | Sprint (klassieke stijl)     |
| 2018 | Pyeongchang | 11e Sprint (klassieke stijl) |

### Wereldkampioenschappen
| Jaar | Plaats        | Resultaten                   |
| ---- | ------------- | ---------------------------- |
| 2011 | Oslo          | Teamsprint (klassieke stijl) |
| 2013 | Val di Fiemme | 26e Sprint (klassieke stijl) |
| 2015 | Falun         | 34e Sprint (klassieke stijl) |

### Wereldbeker
Eindklasseringen
| Seizoen   | Algm | DI | SP  | TdS |
| --------- | ---- | -- | --- | --- |
| 2008/2009 | 136e | -  | 81e | -   |
| 2009/2010 | 43e  | -  | 16e | DNF |
| 2010/2011 | 95e  | -  | 51e | -   |
| 2011/2012 | 67e  | -  | 26e | -   |
| 2012/2013 | 102e | -  | 54e | -   |
| 2013/2014 | 89e  | -  | 41e | -   |
| 2014/2015 | 62e  | -  | 23e | -   |
| 2015/2016 | 67e  | -  | 30e | DNF |
| 2016/2017 | 63e  | -  | 23e | -   |
| 2017/2018 | 77e  | -  | 34e | -   |